# Brachycephalus ferruginus
Brachycephalus ferruginus är en groddjursart som beskrevs av Alves, Ribeiro, Haddad och Roberto Esser dos Reis 2006. Brachycephalus ferruginus ingår i släktet Brachycephalus och familjen Brachycephalidae. IUCN kategoriserar arten globalt som otillräckligt studerad. Inga underarter finns listade.